# Уэллс, Джордж Филип
Джордж Филип Уэллс (англ. George Philip Wells; 17 июля 1901, Сендгейт, Кент, Англия —27 сентября 1985, Хай-Уиком, Бакингемшир, Англия) — британский зоолог и писатель. Профессор. Член Лондонского Королевского общества (с 1955).
Сын Герберта Уэллса и его второй жены Эми Кэтрин (Джейн) Роббинс.
Во время учёбы в Oundle School изучал живой русский язык. Владея им, сопровождал Герберта Уэллса в Советскую Россию в 1920 году в качестве его переводчика.
Специалист по зоологии беспозвоночных. Работал старшим научным сотрудником в Тринити-колледже, Кембридж. Позже — профессор кафедры зоологии Университетского колледжа в Лондоне.
Читал лекции в России по зоологии.
Вместе с Джулианом Хаксли написал книгу «Наука жизни» (The Science of Life), вышедшую под редакцией Герберта Уэллса в 1930 году.